# Praeacrospila melanoproctis
Praeacrospila melanoproctis là một loài bướm đêm trong họ Crambidae.